# Armistițiu
Armistițiul reprezintă o suspendare temporară a acțiunilor militare în urma unui acord încheiat între părțile beligerante.
Este folosit pentru a rezolva problemele specifice, adunarea și schimbul de răniți, purtarea tratativelor, etc. Încălcarea încetării focului este o încălcare a legilor și regulilor războiului.
Consiliul de Securitate al ONU impune adesea sau încearcă să impună rezoluții de încetare a focului asupra părților aflate în conflicte armate. Armistițiile sunt întotdeauna negociate între părți și, în general, sunt considerate mai obligatorii decât rezoluțiile cu privire la încetarea focului prevăzute de dreptul internațional.

## Legislația internațională privind armistițiul
Conform legislației internaționale suspendarea acțiunilor militare în urma unui acord (de regulă un document) între părțile beligerante. În concordanță cu prevederile Convenției de la Haga din 1899, unde au fost convenite trei tratate și trei declarații, Convenția cu privire la Legile și Practicile de Război Terestru stabilește că „Dacă durata [armistițiului] nu este fixată”, părțile pot relua lupta (articolul 36) după cum consideră, dar cu emiterea notificării adecvate. Acest lucru poate fi comparat cu un armistițiu „cu durată determinată”, unde părțile pot reînnoi lupta doar la sfârșitul duratei stabilite. Când părțile beligerante spun (de fapt), „acest armistițiu încheie complet lupta” fără nicio dată de încheiere a armistițiului, atunci durata armistițiului este fixată în sensul  încetării complete a luptelor. De exemplu, Acordul de armistițiu din Coreea solicită „încetarea focului și armistițiu” și are „obiectivul instituirii unui armistițiu care să asigure încetarea completă a ostilităților și a tuturor actelor de forță armată în Coreea până când se va ajunge la o soluționare pașnică definitivă”. 